# Schaapweipolder
De Schaapweipolder is een polder en voormalig waterschap in de gemeente Rijswijk, in de Nederlandse provincie Zuid-Holland.
Het waterschap was verantwoordelijk voor de drooglegging en de waterhuishouding in de polders.
De polder grenst in het westen aan het water De Strijp.

## Zie ook

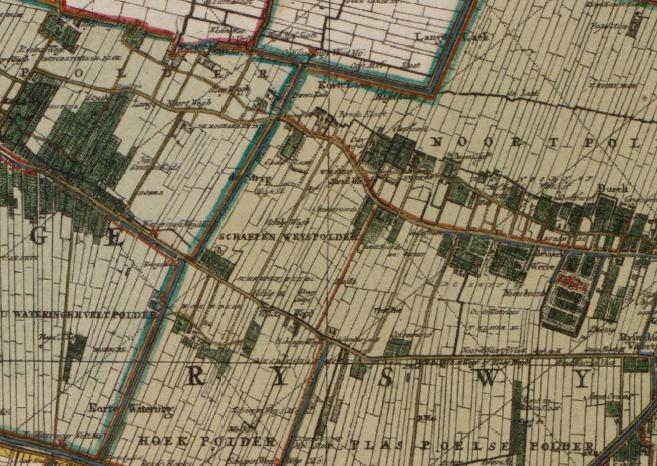
Kaart 1712